# Catherine Nichols
Catherine Nichols (* 1974 in Sydney, Australien) ist eine australische Literaturwissenschaftlerin, Autorin und Kuratorin zeitgenössischer Kunst, die in Deutschland lebt. Sie kuratierte zahlreiche Ausstellungen u. a. in der Nationalgalerie im Hamburger Bahnhof – Museum für Gegenwart in Berlin und im Deutschen Hygiene-Museum in Dresden und war künstlerische Leiterin des vom Land Nordrhein-Westfalen ausgerichteten Kulturprogramms „beuys 2021. 100 jahre joseph beuys“ sowie Kuratorin der Manifesta 14 Pristina (2022).

## Leben
Nichols studierte Germanistik, Romanistik und Anglistik an der University of New South Wales (UNSW), Sydney, sowie an der Freien Universität Berlin und schrieb ihre Doktorarbeit über die Schnittstelle von Lyrik und technischer Wissenschaft im Werk von Hans Magnus Enzensberger. Sie arbeitete auch als Übersetzerin. Seit 2003 kuratiert Nichols Ausstellungen zeitgenössischer Kunst und thematische, meist interdisziplinäre Ausstellungen.
Neben Ausstellungen zeitgenössischer Kunst kuratierte sie für das Deutsche Hygiene-Museum in Dresden die zwei thematischen Sonderausstellungen „Die Leidenschaften. Ein Drama in fünf Akten“ (2012) und „Shine on Me. Wir und die Sonne“ (2018), ebenso die Dauerausstellung „Sexualitäten | Abenteuer Mensch“ (2020). Nichols war Kuratorin der Ausstellung „Aus Sehnsucht wird Weitblick. Die Jubeljahre des Ulmer Münsters 1877–2015“ im Stadthaus Ulm (2015). 2017 zeichnete sie für die Ausstellung „Luther! 95 Schätze – 95 Menschen“ der Stiftung Luthergedenkstätten in Sachsen-Anhalt in Wittenberg verantwortlich.
Einen besonderen Schwerpunkt in Nichols’ Arbeit steht ihre Auseinandersetzung mit dem Werk von Joseph Beuys dar. 2008 kuratierte sie gemeinsam mit Eugen Blume die Ausstellung „Beuys: Wir sind die Revolution“ im Hamburger Bahnhof – Museum für Gegenwart in Berlin. 2013 konzipierten sie für den Hamburger Bahnhof die Ausstellung „Das Ende des 20. Jahrhunderts: Es kommt noch besser: Ein Dialog mit der Sammlung Marx“, die sich ausgehend von Beuys’ Arbeit Das Ende des 20. Jahrhunderts (1. Fassung) aus der Sammlung Marx mit der Idee der Zukunft befasste. Gemeinsam entwickelten sie 2016 im Auftrag der Nationalgalerie (Berlin) das Konzept für die Ausstellung „Das Kapital. Schuld – Territorium – Utopie“ im Hamburger Bahnhof in Berlin, in dessen Zentrum Beuys’ Werk Das Kapital Raum 1970–1977 (1980) stand. Nichols und Blume waren künstlerische Leiter des Kulturprogramms „beuys 2021. 100 jahre joseph beuys“, das 2021 anlässlich des 100. Geburtstags von Beuys vom Land Nordrhein-Westfalen ausgerichtet wurde und Veranstaltungen in 25 Institutionen des Landes umfasste. Sie kuratierten auch die Jubiläumsausstellung „Jeder Mensch ist ein Künstler. Kosmopolitische Übungen mit Joseph Beuys“ im K20, einem der Ausstellungsgebäude der Kunstsammlung Nordrhein-Westfalen in Düsseldorf.
Sie wurde 2021 von der Internationalen Manifesta-Stiftung neben dem Architekten Carlo Ratti zur künstlerischen Leiterin für die Kunstbiennale Manifesta 14 in Pristina im Jahr 2022 ernannt.

## Veröffentlichungen

### Autorin
- 2005: Mit Eugen Blume: Urs Fischer. Werke aus der Friedrich Christian Flick Collection im Hamburger Bahnhof, 2. Juni bis 7. August 2005. Ausstellungskatalog und Konferenzband. Übersetzung ins Englische von Sebastian Krüger und Catherine Nichols. DuMont, Köln 2005, ISBN 978-3-8321-9034-7 (deutsch, englisch).
- 2006: Mit Gabriele Knapstein: Richard Jackson. Begleitpublikation zur Ausstellung. Aus der Reihe „Museum für Gegenwart“. Band 5. Editorial: Eugen Blume, Gabriele Knapstein. Hrsg.: Werke aus der Friedrich Christian Flick Collection im Hamburger Bahnhof; anlässlich der Ausstellung Richard Jackson - Werke aus der Friedrich Christian Flick Collection im Hamburger Bahnhof, Hamburger Bahnhof, Museum für Gegenwart, Berlin, 19. Mai – 13. August 2006. ISBN 978-3-8321-9036-1.
- 2008: Ralph Müller: Wum. Katalog der Ausstellung in der Galleria Salvatore und Caroline Ala, Milano, 30. Mai bis 19. Juli 2008, deutsch von Ina Goertz und Michele Robecchi. Snoeck, Köln 2008, ISBN 978-3-936859-92-8 (englisch).
- 2008: Eugen Blume, Catherine Nichols: „Beuys. Die Revolution sind wir.“ Katalog einer Ausstellung der Nationalgalerie im Hamburger Bahnhof - Museum für Gegenwart, Berlin, im Rahmen der Ausstellungsreihe „Kult des Künstlers“, 3. Oktober 2008 – 25. Januar 2009. Übersetzung ins Deutsche von Ina Goertz. Hrsg.: Nationalgalerie Staatliche Museen zu Berlin. Steidl, Göttingen 2008, ISBN 978-3-86521-784-4 (englisch, deutsch).
- 2014: Alice's Wonderland. A visual journey through Lewis Carroll's mad, mad world. Race Point Publishing, New York 2014, ISBN 978-1-62788-501-0 (amerikanisches Englisch).
- 2015: Mit Diedrich Diederichsen, Matilda Felix, Irina Hiebert Grun, Brigitte Kölle, Dorothee Wagner: Local histories. Werke aus der Friedrich Christian Flick Collection im Hamburger Bahnhof, der Sammlung der Nationalgalerie und Leihgaben. Hrsg.: Matilda Felix für die Nationalgalerie Berlin. Kerber, Berlin / Bielefeld 2015, ISBN 978-3-7356-0585-6.
- 2015: Mit Eugen Blume, Matilda Felix, Gabriele Knapstein (Hrsg.): Black Mountain. An interdisciplinary experiment 1933 until 1957. Katalog der Ausstellung in der Nationalgalerie im Hamburger Bahnhof - Museum für Gegenwart in Berlin, 5. Juni bis 27. September 2015 / Übersetzung von Volker Ellerbeck. Spector Books, Leipzig 2015, ISBN 978-3-95905-025-8 (deutsch, englisch).
- 2017: Mit Mirko Gutjahr, Benjamin Hasselhorn, D. Leis, Katja Schneider: Luther! 95 Schätze - 95 Menschen. Begleitbuch zur nationalen Sonderausstellung im Augusteum der Lutherstadt Wittenberg, 13. Mai bis  5. November 2017. Übersetzungen aus dem Deutschen: Ann Marie Bohan, Anna Grant, Fiona Elliott, Heather Stacey, George Wolter. Übersetzungen aus dem Englischen: Kurt Rehkopf. Übersetzungen aus dem Französischen: Patrick Kremer. Hrsg.: Stiftung Luthergedenkstätten in Sachsen-Anhalt. Hirmer, München 2017, ISBN 978-3-7774-2803-1.

### Herausgeberin
- 2007: Rolf Julius. für den Blick nach unten, Ausstellungskatalog, Potsdam: Kunstraum Potsdam.
- 2008: Beuys. Die Revolution sind wir, Ausstellungskatalog, Nationalgalerie im Hamburger Bahnhof – Museum für Gegenwart, hrsg. mit Eugen Blume, Göttingen: Steidl.
- 2010: Bruce Nauman. Ein Lesebuch, Publikation anläßlich der Ausstellung Bruce Nauman. Dream Passage, hrsg. mit Eugen Blume, Gabriele Knapstein und Sonja Claser, Köln: DuMont.
- 2012: Özlem Altin. Confusion between the animate and inanimate. Anlässlich der Ausstellung „Özlem Altin - Rhythm of Resemblance“, Leopold-Hoesch-Museum Düren, 9. September bis 25. November 2012; mit einem Essay von Francesco Ventrella. Nicolai, Berlin 2012, ISBN 978-3-89479-758-4 (englisch).
- 2012: Mit Edith Hirte, Inga Nake: Die Leidenschaften, ein Drama in fünf Akten. Begleitbuch zur Ausstellung im Deutschen Hygiene-Museums Dresden, 25. Februar bis 30. Dezember 2012. Hrsg.: Catherine Nichols und Gisela Staupe für das Deutsche Hygiene-Museum Dresden. Wallstein, Göttingen 2012, ISBN 978-3-8353-1078-0.
- 2013: Das Ende des 20. Jahrhunderts. Es kommt noch besser. Ein Dialog mit der Sammlung Marx, Ausstellungskatalog, Nationalgalerie im Hamburger Bahnhof – Museum für Gegenwart, hrsg. mit Eugen Blume, Leipzig: Spector Books.
- 2015: Black Mountain. Ein interdisziplinäres Experiment 1933–1957, Ausstellungskatalog, Nationalgalerie im Hamburger Bahnhof – Museum für Gegenwart, hrsg. mit Eugen Blume, Matilda Felix, und Gabriele Knapstein, Leipzig: Spector Books.
- 2016: Das Kapital. Schuld, Territorium, Utopie. Ausstellungskatalog, Nationalgalerie im Hamburger Bahnhof – Museum für Gegenwart, Berlin, 2. Juli 2016 bis 6. November 2016, Berlin. Verlag Kettler, Dortmund 2016, ISBN 978-3-86206-575-2.
- 2017: Luther! 95 Schätze – 95 Menschen, hrsg. zusammen mit Mirko Gutjahr, Benjamin Hasselhorn und Katja Schneider, Ausstellungskatalog, Stiftung Luthergedenkstätten, München: Hirmer
- 2018: Catherine Nichols (Hrsg.): Shine on me. Wir und die Sonne. Ausstellungskatalog zur gleichnamigen Ausstellung im Deutschen Hygiene-Museum Dresden vom 28. September 2018 bis zum 18. August 2019. Mit dem Künstler Ulli Grötz. Wallstein, Göttingen 2018, ISBN 978-3-8353-3376-5 (deutsch, englisch).
- 2018: Die Sonnenhunde, Kinderbuch, Göttingen: Wallstein.
- 2021: Jeder Mensch ist ein Künstler. Kosmopolitische Übungen mit Joseph Beuys, hrsg. mit Susanne Gaensheimer, Isabelle Malz und Eugen Blume, Ausstellungskatalog, Ostfildern-Ruit: Hatje Cantz.

### Ausstellungen
- 2005: Urs Fischer, Nationalgalerie im Hamburger Bahnhof, Berlin
- 2005/2006: Fast nichts, Nationalgalerie im Hamburger Bahnhof, Berlin, mit Eugen Blume und Gabriele Knapstein
- 2006: Richard Jackson, Nationalgalerie im Hamburger Bahnhof, Berlin, mit Gabriele Knapstein
- 2006/2007: Rolf Julius. Für den Blick nach unten, Kunstraum Potsdam
- 2007: Miguel Rothschild. 33 traurige Tragödien, Kunstraum Potsdam
- 2009: Beuys. Die Revolution sind wir, Nationalgalerie im Hamburger Bahnhof, Berlin, mit Eugen Blume
- 2010: Ich Wicht. Eine Ausstellung zur Frage der Kindheit, Kunstraum Potsdam[14]
- 2010/2011: SITE. Kunst und Architektur, Kunstraum Potsdam
- 2012: Die Leidenschaften. Ein Drama in fünf Akten, Deutsches Hygiene-Museum, Dresden
- 2013/2014: Das Ende des 20. Jahrhunderts. Es kommt noch besser, Nationalgalerie im Hamburger Bahnhof, Berlin
- 2015: Aus Sehnsucht wird Weitblick. Die Jubeljahre des Ulmer Münsters 1877–2015, Stadthaus Ulm
- 2015/2016: Blue Moon. The Feeling of Light, Kunsthalle HGN, Duderstadt
- 2016: Das Kapital. Schuld – Territorium – Utopie, Nationalgalerie im Hamburger Bahnhof, Berlin
- 2017: Der Mönch war’s!, Die Nationale Sonderausstellung zum Mitmachen, Stiftung Luthergedenkstätten, Wittenberg
- 2017: Luther! 95 Schätze – 95 Menschen, Die Nationale Sonderausstellung zum Reformationsjubiläum 2017, Stiftung Luthergedenkstätten, Wittenberg
- 2018/2019: Shine on Me. Wir und die Sonne, Deutsches Hygiene-Museum, Dresden
- 2020: Sexualitäten | Abenteuer Mensch, Deutsches Hygiene-Museum, Dresden
- 2021: Jeder Mensch ist ein Künstler. Kosmopolitische Übungen mit Joseph Beuys, K20 Kunstsammlung Nordrhein-Westfalen, Düsseldorf
- 2022: it matters what worlds world worlds. how to tell stories otherwise, Manifesta 14 Prishtina